# Supercopa de Europa 2016
La Supercopa de Europa 2016 fue la 41.ª edición de la Supercopa de Europa y tuvo lugar el 9 de agosto de 2016 en el Lerkendal Stadion de Trondheim, Noruega, con capacidad para 21.166 espectadores. El encuentro fue disputado entre el Real Madrid Club de Fútbol, campeón de la Liga de Campeones 2015-16 y el Sevilla Fútbol Club, campeón de la Liga Europa 2015-16. Fue la tercera final consecutiva en la que se enfrentaban dos equipos españoles y la tercera consecutiva del Sevilla Fútbol Club, siendo a su vez una reedición de la Supercopa de Europa 2014. Terminó 2-2 y en la prórroga ganó el Real Madrid Club de Fútbol por 3-2. De este modo, el Real Madrid obtuvo su tercer título, mientras que el Sevilla se convirtió en el equipo que más veces consecutivas perdió la final (tampoco logró proclamarse en las ediciones previas de 2014 y 2015).

## Participantes
|  |  | Real Madrid C. F. |  | Campeón de la Liga de Campeones de la UEFA (2015-16) |
|  |  | Sevilla F. C.     |  | Campeón de la Liga Europa de la UEFA (2015-16)       |

## Desarrollo

### Sede
El Lerkendal Stadion fue sede de la final de la Supercopa en la edición XLI. El estadio alberga los partidos de la Rosenborg Ballklub.

### Partido
Un gol en jugada individual de Dani Carvajal sirvió para que el Real Madrid conquistase su cuarta Supercopa de Europa. El lateral derecho, tras recuperar el balón a la altura del medio campo finalizó en remate tras sortear a varios contrarios en el minuto 119 e infligir una nueva derrota en la competición al Sevilla.
El conjunto madrileño tuvo un buen comienzo y a mitad del período de apertura, Marco Asensio, quien debutaba oficialmente con el club y hacía su primera aparición en Europa, recibió el balón a 25 metros de la portería rival y convirtió en gol el lejano tiro que entraba por la escuadra derecha de la portería de Sergio Rico. Franco Vázquez empató poco antes del descanso, exprimiendo una volea con la zurda más allá del alcance de Kiko Casilla. Tras ello el conjunto sevillista se ponía por delante en el marcador a 18 minutos del final cuando Vitolo Machín fue derribado por Sergio Ramos en el área y Yevhen Konoplyanka anotaba el penalti.
Cuando el partido llegaba a su conclusión, Sergio Ramos anotó en el tiempo de descuento el gol del empate tras un pase de Lucas Vázquez que envió el encuentro a la prórroga. El tiempo extra comenzó con los sevillistas perdiendo a Timothée Kolodziejczak por una segunda tarjeta amarilla. A falta de un minuto de la conclusión del encuentro que daría paso a la resolución en la tanda de penaltis, Carvajal recuperó el balón y anotó en gol de la victoria madridista.
El central Sergio Ramos, capitán del equipo blanco, fue catalogado como el mejor jugador del encuentro.

## Final
| 13    | POR   | Kiko Casilla    |     |
| 2     | DEF   | Daniel Carvajal |     |
| 4     | DEF   | Sergio Ramos    |     |
| 5     | DEF   | Raphaël Varane  |     |
| 12    | DEF   | Marcelo Vieira  |     |
| 14    | MED   | Casemiro        |     |
| 16    | MED   | Mateo Kovačić   | 73' |
| 22    | MED   | Isco Alarcón    | 66' |
| 17    | DEL   | Lucas Vázquez   |     |
| 21    | DEL   | Álvaro Morata   | 62' |
| 28    | DEL   | Marco Asensio   |     |
| D. T. | D. T. | Zinedine Zidane |     |

| 1     | POR   | Sergio Rico            |     |
| 5     | DEF   | Timothée Kolodziejczak |     |
| 6     | DEF   | Daniel Carriço         | 51' |
| 21    | DEF   | Nico Pareja            |     |
| 8     | MED   | Vicente Iborra         | 74' |
| 14    | MED   | Hiroshi Kiyotake       |     |
| 15    | MED   | Steven N'Zonzi         |     |
| 22    | MED   | Franco Vázquez         |     |
| 9     | DEL   | Luciano Vietto         | 67' |
| 20    | DEL   | Vitolo                 |     |
| 25    | DEL   | Mariano                |     |
| D. T. | D. T. | Jorge Sampaoli         |     |

| 9  | DEL | Karim Benzema   | 62' |
| 19 | MED | Luka Modrić     | 66' |
| 10 | MED | James Rodríguez | 73' |

| 2  | DEF | Adil Rami          | 51' |
| 10 | MED | Yevhen Konoplyanka | 67' |
| 4  | MED | Matías Kranevitter | 74' |

| 21' · 90'+3' · 119' | Marco Asensio Sergio Ramos Daniel Carvajal | 1:0 2:2 3:2 |

| 41' · 72' | Franco Vázquez Yevhen Konoplyanka | 1:1 1:2 |

| 84' · 86' · 93' | Daniel Carvajal Marco Asensio James Rodríguez |

| 39' · 90' | Vitolo Timothée Kolodziejczak |

| 93' | Timothée Kolodziejczak |

| Principal  | Milorad Mažić      |
| Asistentes | Milovan Ristić     |
|            | Dalibor Djurdjević |
| Cuarto     | Szymon Marciniak   |
| Quinto     | Tomasz Listkiewicz |

| Áreas | Danilo Grujić |
|       | Nenad Djokić  |

|                    |     |     |
| Tiros              | 22  | 7   |
| Tiros a puerta     | 13  | 3   |
| Faltas             | 19  | 21  |
| Saques de esquina  | 10  | 3   |
| Penaltis           | 0   | 1   |
| Fueras de juego    | 5   | 1   |
| Posesión del balón | 42% | 58% |

| Alineación inicial |

| 13    | POR   | Kiko Casilla    |     |
| 2     | DEF   | Daniel Carvajal |     |
| 4     | DEF   | Sergio Ramos    |     |
| 5     | DEF   | Raphaël Varane  |     |
| 12    | DEF   | Marcelo Vieira  |     |
| 14    | MED   | Casemiro        |     |
| 16    | MED   | Mateo Kovačić   | 73' |
| 22    | MED   | Isco Alarcón    | 66' |
| 17    | DEL   | Lucas Vázquez   |     |
| 21    | DEL   | Álvaro Morata   | 62' |
| 28    | DEL   | Marco Asensio   |     |
| D. T. | D. T. | Zinedine Zidane |     |

| 1     | POR   | Sergio Rico            |     |
| 5     | DEF   | Timothée Kolodziejczak |     |
| 6     | DEF   | Daniel Carriço         | 51' |
| 21    | DEF   | Nico Pareja            |     |
| 8     | MED   | Vicente Iborra         | 74' |
| 14    | MED   | Hiroshi Kiyotake       |     |
| 15    | MED   | Steven N'Zonzi         |     |
| 22    | MED   | Franco Vázquez         |     |
| 9     | DEL   | Luciano Vietto         | 67' |
| 20    | DEL   | Vitolo                 |     |
| 25    | DEL   | Mariano                |     |
| D. T. | D. T. | Jorge Sampaoli         |     |

| 9  | DEL | Karim Benzema   | 62' |
| 19 | MED | Luka Modrić     | 66' |
| 10 | MED | James Rodríguez | 73' |

| 2  | DEF | Adil Rami          | 51' |
| 10 | MED | Yevhen Konoplyanka | 67' |
| 4  | MED | Matías Kranevitter | 74' |

| 21' · 90'+3' · 119' | Marco Asensio Sergio Ramos Daniel Carvajal | 1:0 2:2 3:2 |

| 41' · 72' | Franco Vázquez Yevhen Konoplyanka | 1:1 1:2 |

| 84' · 86' · 93' | Daniel Carvajal Marco Asensio James Rodríguez |

| 39' · 90' | Vitolo Timothée Kolodziejczak |

| 93' | Timothée Kolodziejczak |

| Principal  | Milorad Mažić      |
| Asistentes | Milovan Ristić     |
|            | Dalibor Djurdjević |
| Cuarto     | Szymon Marciniak   |
| Quinto     | Tomasz Listkiewicz |

| Áreas | Danilo Grujić |
|       | Nenad Djokić  |

|                    |     |     |
| Tiros              | 22  | 7   |
| Tiros a puerta     | 13  | 3   |
| Faltas             | 19  | 21  |
| Saques de esquina  | 10  | 3   |
| Penaltis           | 0   | 1   |
| Fueras de juego    | 5   | 1   |
| Posesión del balón | 42% | 58% |

| Alineación inicial |

| 13    | POR   | Kiko Casilla    |     |
| 2     | DEF   | Daniel Carvajal |     |
| 4     | DEF   | Sergio Ramos    |     |
| 5     | DEF   | Raphaël Varane  |     |
| 12    | DEF   | Marcelo Vieira  |     |
| 14    | MED   | Casemiro        |     |
| 16    | MED   | Mateo Kovačić   | 73' |
| 22    | MED   | Isco Alarcón    | 66' |
| 17    | DEL   | Lucas Vázquez   |     |
| 21    | DEL   | Álvaro Morata   | 62' |
| 28    | DEL   | Marco Asensio   |     |
| D. T. | D. T. | Zinedine Zidane |     |

| 1     | POR   | Sergio Rico            |     |
| 5     | DEF   | Timothée Kolodziejczak |     |
| 6     | DEF   | Daniel Carriço         | 51' |
| 21    | DEF   | Nico Pareja            |     |
| 8     | MED   | Vicente Iborra         | 74' |
| 14    | MED   | Hiroshi Kiyotake       |     |
| 15    | MED   | Steven N'Zonzi         |     |
| 22    | MED   | Franco Vázquez         |     |
| 9     | DEL   | Luciano Vietto         | 67' |
| 20    | DEL   | Vitolo                 |     |
| 25    | DEL   | Mariano                |     |
| D. T. | D. T. | Jorge Sampaoli         |     |

| 9  | DEL | Karim Benzema   | 62' |
| 19 | MED | Luka Modrić     | 66' |
| 10 | MED | James Rodríguez | 73' |

| 2  | DEF | Adil Rami          | 51' |
| 10 | MED | Yevhen Konoplyanka | 67' |
| 4  | MED | Matías Kranevitter | 74' |

| 21' · 90'+3' · 119' | Marco Asensio Sergio Ramos Daniel Carvajal | 1:0 2:2 3:2 |

| 41' · 72' | Franco Vázquez Yevhen Konoplyanka | 1:1 1:2 |

| 84' · 86' · 93' | Daniel Carvajal Marco Asensio James Rodríguez |

| 39' · 90' | Vitolo Timothée Kolodziejczak |

| 93' | Timothée Kolodziejczak |

| Principal  | Milorad Mažić      |
| Asistentes | Milovan Ristić     |
|            | Dalibor Djurdjević |
| Cuarto     | Szymon Marciniak   |
| Quinto     | Tomasz Listkiewicz |

| Áreas | Danilo Grujić |
|       | Nenad Djokić  |

|                    |     |     |
| Tiros              | 22  | 7   |
| Tiros a puerta     | 13  | 3   |
| Faltas             | 19  | 21  |
| Saques de esquina  | 10  | 3   |
| Penaltis           | 0   | 1   |
| Fueras de juego    | 5   | 1   |
| Posesión del balón | 42% | 58% |

| Alineación inicial |

| 13    | POR   | Kiko Casilla    |     |
| 2     | DEF   | Daniel Carvajal |     |
| 4     | DEF   | Sergio Ramos    |     |
| 5     | DEF   | Raphaël Varane  |     |
| 12    | DEF   | Marcelo Vieira  |     |
| 14    | MED   | Casemiro        |     |
| 16    | MED   | Mateo Kovačić   | 73' |
| 22    | MED   | Isco Alarcón    | 66' |
| 17    | DEL   | Lucas Vázquez   |     |
| 21    | DEL   | Álvaro Morata   | 62' |
| 28    | DEL   | Marco Asensio   |     |
| D. T. | D. T. | Zinedine Zidane |     |

| 1     | POR   | Sergio Rico            |     |
| 5     | DEF   | Timothée Kolodziejczak |     |
| 6     | DEF   | Daniel Carriço         | 51' |
| 21    | DEF   | Nico Pareja            |     |
| 8     | MED   | Vicente Iborra         | 74' |
| 14    | MED   | Hiroshi Kiyotake       |     |
| 15    | MED   | Steven N'Zonzi         |     |
| 22    | MED   | Franco Vázquez         |     |
| 9     | DEL   | Luciano Vietto         | 67' |
| 20    | DEL   | Vitolo                 |     |
| 25    | DEL   | Mariano                |     |
| D. T. | D. T. | Jorge Sampaoli         |     |

| 9  | DEL | Karim Benzema   | 62' |
| 19 | MED | Luka Modrić     | 66' |
| 10 | MED | James Rodríguez | 73' |

| 2  | DEF | Adil Rami          | 51' |
| 10 | MED | Yevhen Konoplyanka | 67' |
| 4  | MED | Matías Kranevitter | 74' |

| 21' · 90'+3' · 119' | Marco Asensio Sergio Ramos Daniel Carvajal | 1:0 2:2 3:2 |

| 41' · 72' | Franco Vázquez Yevhen Konoplyanka | 1:1 1:2 |

| 84' · 86' · 93' | Daniel Carvajal Marco Asensio James Rodríguez |

| 39' · 90' | Vitolo Timothée Kolodziejczak |

| 93' | Timothée Kolodziejczak |

| Principal  | Milorad Mažić      |
| Asistentes | Milovan Ristić     |
|            | Dalibor Djurdjević |
| Cuarto     | Szymon Marciniak   |
| Quinto     | Tomasz Listkiewicz |

| Áreas | Danilo Grujić |
|       | Nenad Djokić  |

|                    |     |     |
| Tiros              | 22  | 7   |
| Tiros a puerta     | 13  | 3   |
| Faltas             | 19  | 21  |
| Saques de esquina  | 10  | 3   |
| Penaltis           | 0   | 1   |
| Fueras de juego    | 5   | 1   |
| Posesión del balón | 42% | 58% |

| Alineación inicial |

|                                       |
| Bandera de España                     |
| Campeón Real Madrid C. F. 3.er título |